# Pierleoni
La famiglia Pierleoni è una famiglia nobile italiana di origine ebraica, appartenente al gruppo delle famiglie baronali romane.

## Storia
La famiglia, di origine ebraica, si convertì al cattolicesimo nell'XI secolo tramite un potente esponente di essa che, nell'occasione, assunse il nome di Leone di Benedetto in onore di papa Leone IX, dal quale era stato battezzato. Un'altra fonte invece descrive come primo esponente cattolico della famiglia il padre di Leone, il banchiere Baruch, che assunse al battesimo il nome di Benedetto Cristiano, per cui il nome poi di Leone di Benedetto avrebbe il senso di figlio di Benedetto, come del resto era consuetudine dell'epoca.
Già in quel tempo era una delle famiglie più ricche di Roma, grazie ai guadagni dovuti all'attività bancaria. La notevole disponibilità economica aveva portato al notevole prestigio tra le famiglie patrizie romane tanto da farle acquisire ben presto un ruolo di primissimo piano nelle lotte tra Papato e Impero, ottenendo il controllo di Castel Sant'Angelo da papa Urbano II nel 1098 e conservandolo per tutta la prima metà del XII secolo. I Pierleoni ebbero una storica rivalità con la famiglia Frangipane.
Il figlio di Leone fu chiamato Pietro di Leone, console di Roma, da cui la famiglia acquisì il nome di "Pierleoni". Costui ebbe dieci figli, tra cui il cardinale Pietro Pierleoni che, divenuto antipapa Anacleto II, è considerato il personaggio più noto della famiglia. Dei fratelli di quest'ultimo, uno fu per breve tempo prefetto di Roma, e un altro, Giordano, capo del Comune nel 1143-1144, cioè patrizio di Roma.
Esponenti della famiglia Pierleoni abitarono il ghetto ai tempi di papa Paolo IV.
Dimore della famiglia erano una casa-torre sita nel rione di Trastevere e il complesso di case fortificate poste alle pendici occidentali del Campidoglio, costruite sulle rovine del Teatro di Marcello, divenuto nei secoli successivi di proprietà dei Savelli e poi degli Orsini, e riadattato quindi a palazzo residenziale.
I Pierleoni possedevano anche vari castelli fuori Roma e in uno di questi morì nel 1099, loro ospite, papa Urbano II. Furono anche di loro proprietà le abitazioni, i magazzini e le botteghe poste nell'Isola Tiberina.
Nei secoli successivi diminuì l'importanza politica dei Pierleoni, ma perdurò quella economica, con funzionari insediati nell'amministrazione della città, tra cui Giovanni, conservatore di Roma nel 1436. Dal Cinquecento ebbe inizio la loro decadenza e non furono più ai vertici del potere cittadino, anche se nel 1746 vennero compresi nella bolla benedettina Urbem Romam tra i nobili romani.
Si ricollegherebbero ai Pierleoni romani sia il ramo umbro di Città di Castello che quello marchigiano di Matelica, entrambi tuttora fiorenti. Il ramo umbro fu illustre con un Florido Pierleoni, vescovo di Acquapendente sotto papa Pio VII.

## Galleria d'immagini

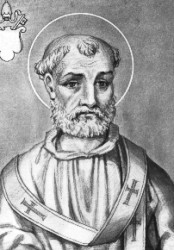
Pietro Pierleoni, divenuto antipapa con il nome di Anacleto II, fu il membro più celebre della famiglia Pierleoni
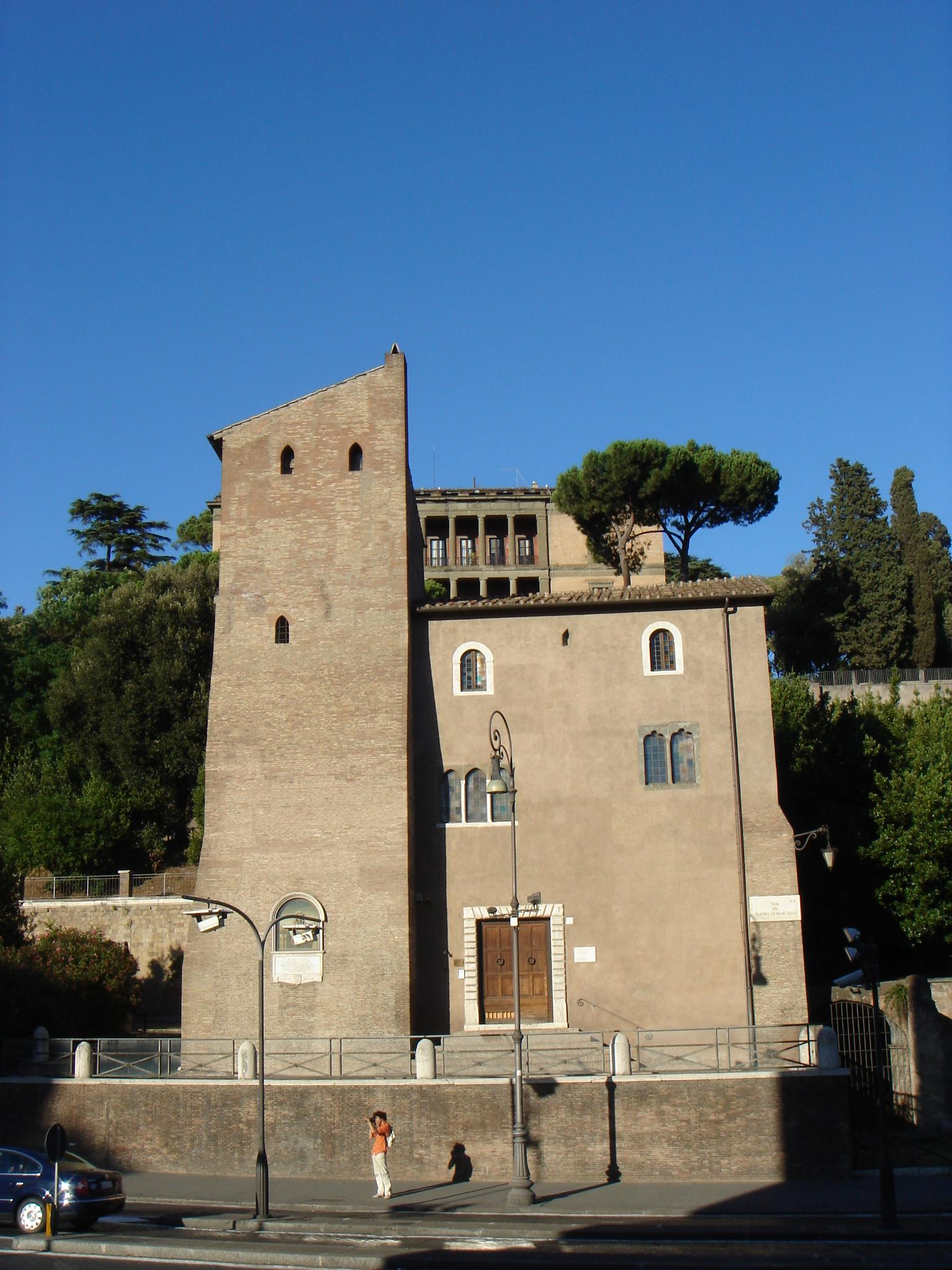
La torre dei Pierleoni sita alle pendici del Campidoglio
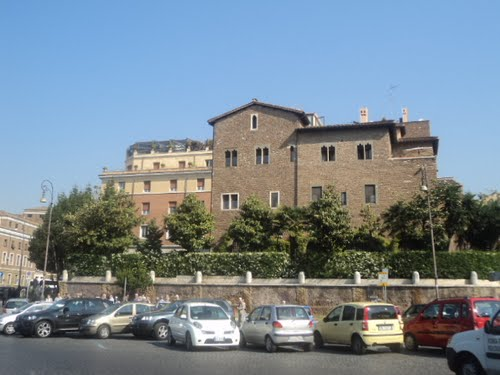
Le case dei Pierleoni poste sul Velabro
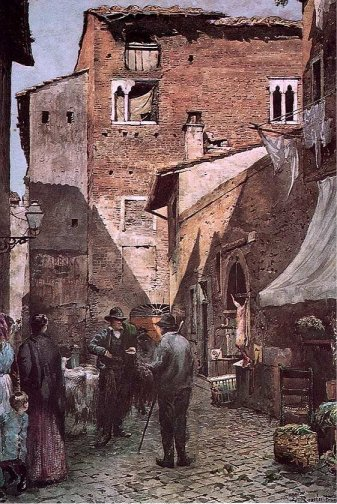
Dipinto ottocentesco delle case dei Pierleoni